# Rasmus Paludan (biskop)
 Der er flere personer med dette navn, se Rasmus Paludan.
Rasmus Paludan (født 26. februar 1702 i Kristiania, død 8. januar 1759 i Kristiansand) var en norsk biskop. Han blev døbt den 1. april 1702.
Han deponerede fra Kristiania Skole i 1720, blev i 1730 tolvpræst her og var den sidste, som blev ordineret af Bartholomæus Deichman. Herfra blev han i 1740 kaldet til sognepræst i Stege og provst over Møen, hvor han satte sig et minde ved at skille kaldet ved præstegård, kapellangård, degnegård og endnu 4 andre huse. I 1743 blev han stiftsprovst i Kristiania, i 1749 konsistorialråd og den 3. december 1751 biskop i Kristiansand. Han har intet efterladt, udover sine hyrdebreve, af hvilke hans kirkelige karakter ikke let kan bestemmes, uden for så vidt han anbefaler Speners katekismusforklaring til studium for skolelærerne. Hyrdebrevene modsiger heller ikke Peder Herslebs stærke ytring om ham, at han var "en god, ærlig Mand, men overmaade ulærd".
Rasmus Paludan blev i 1743 gift med Johanne Fischer (død 1754), enke efter præst og stiftsprovst Niels Barfoed (død 1742 (eller 1739)).